# غسيل النيتروجين السائل
غسيل النيتروجين السائل (بالإنجليزية: Liquid nitrogen wash)‏ هي عملية تُستخدم بشكل أساسي لإنتاج غاز مُركَّب الأمونيا داخل مصانع إنتاج الأسمدة. وهي عادةً ما تكون الخطوة الأخيرة في عملية التنقية في تسلسل عملية إنتاج الأمونيا قبل إنتاج الأمونيا الفعلي.

## التقنيات الأخرى
الغرض من خطوة التنقية النهائية قبل إنتاج الأمونيا الفعلي هو إزالة جميع المكونات السامة لعامل تحفيز تخليق الأمونيا الحساس. يمكن القيام بذلك بالمفاهيم التالية:
- التحول إلى ميثان Methanation، يُعد المفهوم القياسي رسميًا لكن له عيب وهو أن محتوى الميثان لا يمكن إزالته، بل إنه يزيد،[2] حيث يجري في هذه العملية تحويل أكاسيد الكربون (أول أكسيد الكربون وثاني أكسيد الكربون) إلى ميثان.[3]
- امتزاز تأرجح الضغط، والذي يمكن أن يحل محل التحول في درجات الحرارة المنخفضة، وإزالة ثاني أكسيد الكربون، والتحول إلى الميثان،[2] حيث تُنتج هذه العملية الهيدروجين النقي، والذي يمكن خلطه بالنيتروجين النقي.[3]
- غسيل النيتروجين السائل، الذي يُنتج غاز الأمونيا الاصطناعي لحلقة تخليق الأمونيا "الخالية من الخاملة"، والتي يمكن تشغيلها دون سحب تيار غاز التطهير.[3]

## الوظائف
يقوم غسيل النيتروجين السائل على بوظيفتين أساسيتين هما:
- إزالة الشوائب مثل أول أكسيد الكربون والأرجون والميثان من غاز الهيدروجين الخام.
- إضافة الكمية المتكافئة المطلوبة من النيتروجين إلى تيار الهيدروجين لتحقيق نسبة تكوين الأمونيا الصحيحة من الهيدروجين إلى النيتروجين هي 3 :1

يجب إزالة أول أكسيد الكربون تمامًا من غاز التوليف (أي غاز الاصطناع) لأنه سام لعامل تحفيز التوليف الحساس للأمونيا. إن مكونات الأرجون والميثان هي غازات خاملة داخل حلقة تخليق الأمونيا، ولكنها ستزيد هناك وتتطلب نظام لتطهبر الغاز لكن يترتب على ذلك خسارة في غاز التطهير أو نفقات إضافية لوحدة فصل غاز التطهير. المصادر الرئيسية لتوريد غازات التغذية هي عمليات الأكسدة الجزئية partial oxidation.

## تحضيرات الغاز الاصطناعي في المنبع
نظرًا لأن غاز التخليق الخارج من عملية الأكسدة الجزئية يتكون بشكل أساسي من أول أكسيد الكربون والهيدروجين، فعادةً ما يجري تثبيت تحول أول أكسيد الكربون CO المقاوم للكبريت (أي تفاعل انزياح ماء-غاز) من أجل تحويل أكبر قدر ممكن من أول أكسيد الكربون والماء إلى هيدروجين.
يؤدي تحويل أول أكسيد الكربون والماء إلى هيدروجين أيضًا إلى إنتاج ثاني أكسيد الكربون، وعادةً ما يجري إزالته في عملية تنقية الغاز الحمضي مع غازات حمضية أخرى مثل كبريتيد الهيدروجين (على سبيل المثال في وحدة غسيل ريكتيسول).

## العناصر
يتكون غسيل النيتروجين السائل من
- وحدة امتصاص حيث يجري إزالة آثار المذيبات لعملية تنقية الغاز الحمضي السابقة (مثل الميثانول والماء) أو آثار ثاني أكسيد الكربون أو المركبات الأخرى تمامًا في غربال جزيئي من أجل تجنب التجمد[1] وبالتالي الانسداد في عملية درجات الحرارة المنخفضة التي تعمل عند درجات حرارة تصل إلى 80 كلفن (أي -193 درجة مئوية أو -315 °F فهرنهايت)[5] و
- الغسيل الفعلي بالنيتروجين السائل محصور في ما يسمى بالصندوق البارد حيث توجد جميع معدات عملية التبريد العميق ويجري عزلها من أجل تقليل دخول الحرارة من المحيط.[6]

## مبدأ التشغيل
إن اسم "غسيل النيتروجين السائل" ربما يكون مُضللًا بعض الشيء، حيث لا يجري توفير النيتروجين السائل من الخارج لاستخدامه في التنظيف، بل نحصل على النيتروجين الغازي عالي الضغط، بواسطة وحدة فصل الهواء التي توفر عادةً أيضًا الأكسجين للأكسدة الجزئية السابقة. 

يجري تسييل هذا النيتروجين الغازي عالي الضغط جزئيًا في هذه العملية ويُستخدم كعامل غسيل. في ما يسمى بعمود غسيل النيتروجين، تُغسل شوائب أول أكسيد الكربون والأرجون والميثان من غاز التوليف بواسطة النيتروجين السائل. حيث تذوب هذه الشوائب مع جزء صغير من الهيدروجين وتترك العمود من المجرى السفلي.
يخرج الغاز المنقى من العمود في الأعلى. يجري الآن تسخين غاز التوليف المنقى وخلطه بالكمية المطلوبة من النيتروجين الغازي عالي الضغط من أجل تحقيق نسبة الهيدروجين إلى النيتروجين 3 إلى 1، ومن ثم يمكن توجيهه إلى تخليق الأمونيا.
عند ضغوط تشغيل أعلى من حوالي 50 بار (أ)، يجري تغطية الطلب على التبريد لغسيل النيتروجين السائل بواسطة تأثير جول-تومسون، ولا يلزم تبريد خارجي إضافي، على سبيل المثال عن طريق تبخر النيتروجين السائل.

## مزايا الجمع بين غسيل النيتروجين السائل وعملية ريكتيسول
يُعد غسيل النيتروجين السائل مفيدًا بشكل خاص عند دمجه مع وحدة غسيل ريكتيسول Rectisol. حيث يؤدي الجمع والترابطات المفيدة بين وحدة غسيل ريكتيسول Rectisol ووحدة غسيل النيتروجين السائل إلى إنتاج معدات أصغر حجمًا وقابلية تشغيل أفضل.
يمكن إرسال الغاز القادم من وحدة غسيل ريكتيسول Rectisol إلى غسيل النيتروجين السائل عند درجة حرارة منخفضة (مباشرة من ممتص الميثانول دون تسخينه). وبما أن جزءًا من الغاز المنقى يجري إعادة تسخينه في وحدة غسيل ريكتيسول، فمن الممكن تعويض التقلبات الصغيرة في التدفق ودرجات الحرارة بسهولة مما يؤدي إلى قابلية أفضل للتشغيل.لتحسين عملية استعادة الهيدروجين، يمكن تركيب إعادة تدوير الهيدروجين المتكامل من غسيل النيتروجين السائل إلى وحدة غسيل ريكتيسول، والتي تستخدم ضاغط إعادة التدوير الموجود بالفعل في وحدة غسيل ريكتيسول لإعادة تدوير الغاز الغني بالهيدروجين من غسيل النيتروجين السائل إلى غاز التغذية في وحدة غسيل ريكتيسول. ويؤدي هذا إلى معدلات عالية للغاية لاسترداد الهيدروجين دون الحاجة إلى أية معدات إضافية.

## روابط خارجية
- براءة اختراع EP0256413 A2 لعملية تنقية تيار الغاز عن طريق الغسيل بالنيتروجين
- غسيل النيتروجين السائل، لينده للهندسة
- غسيل النيتروجين السائل، إير ليكيد